# Sigmund-Freud-Gymnasium
Das Sigmund-Freud-Gymnasium ist eine allgemeinbildende höhere Schule im 2. Wiener Gemeindebezirk, Leopoldstadt. Sie befindet sich an der Wohlmutstraße und ist seit 1989 nach ihrem berühmtesten Absolventen, Sigmund Freud, benannt.

## Geschichte
Die Schule wurde 1864 auf Beschluss des Gemeinderates der Stadt Wien als „Leopoldstädter Realgymnasium“ (1868 „Leopoldstädter Communal-Real- und Obergymnasium“) im zweiten und dritten Stock des Hauses Taborstraße 24, des damaligen Braun-Radislowitzschen Stiftungshauses, eingerichtet und von Bürgermeister Andreas Zelinka eröffnet. Sie wurde im ersten Schuljahr von 98 Schülern (ausschließlich männlichen; Schülerinnen wurden ab 1971 aufgenommen) besucht.
Bis 1864 hatte es in Wien, das damals neun Bezirke und 550.000 Einwohner hatte, nur vier Gymnasien gegeben. Der 2. Bezirk wies damals 70.000 Einwohner auf. (Gleichzeitig mit der Entscheidung, dieses Gymnasium zu errichten, beschloss die Stadtverwaltung ein weiteres im 6. Bezirk.) Im Nebenhaus, Glockengasse 2, wurde 1865 ein Turnsaal für die Schule eröffnet. 1872 fanden die ersten Reifeprüfungen am Gymnasium statt; damals wurde die Anstalt von 412 Schülern besucht, die unter Platzmangel litten. 1873 maturierte Sigmund Freud an der Schule.
1876 genehmigte der Gemeinderat den Neubau der Schule auf der Sperlrealität. Die Bezeichnung des Areals nahm auf das einst sehr beliebte, 1873 demolierte Vergnügungslokal „Zum Sperl“ Bezug, das sich hier befunden hatte. Der Neubau in der Kleinen Sperlgasse 2c mit Fassungsraum für 600 Schüler konnte am 11. Oktober 1877 eröffnet werden. An der bisherigen Schuladresse wurde ein Staatsgymnasium eingerichtet.
Die Stadtverwaltung hatte sich seit 1890 um die Übernahme der kommunalen Wiener Gymnasien durch das k.k. Ministerium für Cultus und Unterricht bemüht. Mit 1. September 1897 war dieses Bemühen erfolgreich; die Schule wurde nun in „k.k. zweites Staatsgymnasium im II. Wiener Gemeindebezirk“ umbenannt. Ab 7. Mai 1901 hieß die Schule „Erzherzog Rainer-Gymnasium“; der Erzherzog tat sich als Förderer von Kultur und Wissenschaft hervor. Seit 1910 sprach man vom Erzherzog-Rainer-Realgymnasium.
1914 wurde zum fünfzigjährigen Bestehen der Schule eine Festschrift publiziert, zu der Sigmund Freud einen Beitrag über die Psychologie des Gymnasiasten beisteuerte. Ein weiterer Beitrag stammte vom späteren sozialdemokratischen Gesundheitsreformer Julius Tandler.
1928 wurde die Gasbeleuchtung der Schule durch elektrisches Licht ersetzt.
1937 gehörten 77,5 % der Schüler der jüdischen Religionsgemeinschaft an. 1938 wurden viele jüdische Schüler vom NS-Regime zur Übersiedlung an diese Schule gezwungen: Während 1936 nur 26 Schüler (keine Schülerin) maturierten, so kam der Maturajahrgang 1938 auf Grund dieser Maßnahmen auf 95 Schüler, davon fünf Mädchen. Im Schuljahr 1938/39 hatte die von den Nationalsozialisten in „Oberschule für Jungen“ umbenannte Schule keine jüdischen Schüler mehr. Parallel dazu wurden jüdische Lehrer entlassen.
1942 und 1943 wiesen die Maturantenlisten die Rubrik „Eingerückt aus der 7. Klasse“ auf; 1943 gab es keine üblichen Maturanten mehr. Für die vorzeitig Eingerückten, die den enormen Soldatenbedarf des seit der Schlacht von Stalingrad 1942/1943 auf dem militärischen Rückzug befindlichen NS-Staates zeigten, entfiel die Reifeprüfung; die Studienberechtigung nach dem Krieg wurde aber zugesichert. 1944 wurde die Reifeprüfung hier nur mehr von so genannten „Externisten“ abgelegt, die die Schule nicht besucht hatten. 1945, 1946, 1948 und 1949 fanden an dieser Schule keine Reifeprüfungen statt.
Im November 1946 wurde das Realgymnasium, das damals nur 96 Schüler hatte, als zweite Schule in das seit 1876 von dem Bundesrealgymnasium Vereinsgasse benutzte Schulgebäude in der Vereinsgasse 21 verlegt; das Schulgebäude in der Kleinen Sperlgasse wurde von einem Realgymnasium für Mädchen und einer Frauenoberschule übernommen. Direktor war von 1946 bis 1956 Ludwig Rothansel. In den späten fünfziger Jahren musste wegen des großen Schülerzustroms eine ehemalige städtische Mädchenhauptschule in der Darwingasse 14, zwei Häuserblöcke vom Haupthaus, als Dependance eingerichtet werden, in der bis zu elf Klassen untergebracht wurden.
1960 wurde vom 1957 ernannten Direktor Arnold Večer (1908–1983) bei Unterrichtsminister Heinrich Drimmel (ÖVP) ein Neubau beantragt; es traf sich gut, dass Večer bei der konservativen Fraktion der Lehrergewerkschaft sehr aktiv war. 1961 wurden in 21 Klassen, davon die Hälfte in der Dependance, 546 Schüler unterrichtet. 1962 erwarb der Bund durch einen Grundstückstausch mit der Stadt Wien (Bürgermeister Franz Jonas, SPÖ) 12.250 m² auf dem Areal des ehemaligen städtischen Reservegartens in der Wohlmutstraße im Stuwerviertel für den Neubau, der 1964 begann; im gleichen Jahr wurde das 100-Jahre-Jubiläum des Gymnasiums gefeiert und der Name auf „2. Bundesgymnasium Wien II“ geändert. 1967 erfolgte unter Minister Theodor Piffl-Percevic der Umzug in das heutige Schulgebäude, das damals 24 Klassenzimmer, zwei Turnsäle und sechs Lehrsäle für einzelne Fächer sowie ein Tagesschulheim aufwies.
1971 wurden von der Schule in der beginnenden „Kreisky-Ära“, einer sozialdemokratisch geprägten Zeit, erstmals Mädchen aufgenommen.
1989 wurde die Schule unter Unterrichtsministerin Hilde Hawlicek, SPÖ, nach ihrem berühmtesten Absolventen „Sigmund-Freud-Gymnasium“ getauft. (Freud hatte das Gymnasium noch in der Taborstraße 24 besucht. Die Benennung erfolgte 50 Jahre nach Freuds Tod.)

### Bekannte Absolventen
- Sigmund Freud (Maturajahrgang 1873, mit ausgezeichnetem Erfolg)
- Robert Barany (Maturajahrgang 1894)
- Max Kahane (Maturajahrgang 1883)
- Julius Tandler (Maturajahrgang 1889)
- Viktor Frankl (Maturajahrgang 1924)
- Johann Rzeszut (Maturajahrgang 1959)
- Günter Koderhold (Maturajahrgang 1973)

### Bekannte Lehrer
- Hans Haselböck (um 1960)

## Organisationsstruktur
(Stand 2019)
- 598 Schülerinnen und Schüler (292 Burschen, 306 Mädchen)
- 72 Lehrende (45 Lehrerinnen, 27 Lehrer)
- Das Nichtlehrpersonal besteht aus sieben Personen (eine Sekretärin, eine Schulärztin und fünf Schulwarte).
- Anzahl der Klassen: 25
- Es gilt die Fünftagewoche mit Unterricht von Montag bis Freitag.
- Für Schüler der Unterstufe wird Tagesbetreuung mit gemeinsamem Mittagessen, das außer Haus zubereitet wird, angeboten. Die Betreuung beginnt unmittelbar nach dem Unterricht und endet um 17 Uhr.

## Schulformen
An der Schule gibt es die Möglichkeit, zwischen dem Gymnasium (mit Latein bzw. Französisch ab der 3. Klasse) und dem Realgymnasium (mit Darstellender Geometrie ab der 7. Klasse) zu wählen. Unabhängig von der gewählten Schulform können die Schüler ab der 5. Klasse bei der zweiten lebenden Fremdsprache zwischen Französisch und Italienisch wählen.

## Räume und Ausstattung heute
- Spezialsäle mit technischer Ausstattung für Musik, Biologie, Chemie, Physik
- Drei IKT-Säle mit 55 Arbeitsplätzen und installierter Unterrichts-Software für die einzelnen Fächer, 38 weitere IKT-Arbeitsplätze für Schülerinnen und Schüler (z. B. in Klassenräumen der Oberstufe), Internetzugang für alle Schüler- und Lehrerarbeitsplätze, digitale Lernplattform Moodle
- Ein Zeichensaal, zwei Werksäle, zwei Turnsäle
- Multimediale Bibliothek
- Auf dem Stand der Technik ausgestattete Bühne, sowie Ausstellungsflächen
- 14 Beamer, 35 Overhead-Projektoren, 18 CD-Player für den Sprachunterricht, neun Medienwagen (mit je einem DVD/Videorekorder und einem Fernsehgerät), umfangreiche Mediensammlungen der einzelnen Fächer (Bücher, Karten, DVD, CD usw.)
- Filmsaal, Fotolabor
- Rasenfußballplatz, zwei Tennisplätze, Volleyball-Platz, Tartanbahn, Leichtathletikanlagen
- Zentralgarderobe mit Garderobenschränken für alle Schüler
- Eigene Räumlichkeiten für das Tagesschulheim
- Mit 18 Computern ausgestattete Arbeits- und Kommunikationsräume für das Lehrpersonal
- Buffet